# Интернет-полиция
Интернет-полиция, сетева́я поли́ция (англ. Internet police, network police) — общий термин для обозначения сотрудников полиции, секретных отделов полиции и других организаций, отвечающих за Интернет в ряде стран. Главной целью интернет-полиции является борьба с киберпреступностью, а также цензура, пропаганда и контроль общественного мнения в сети.

## Ссылки

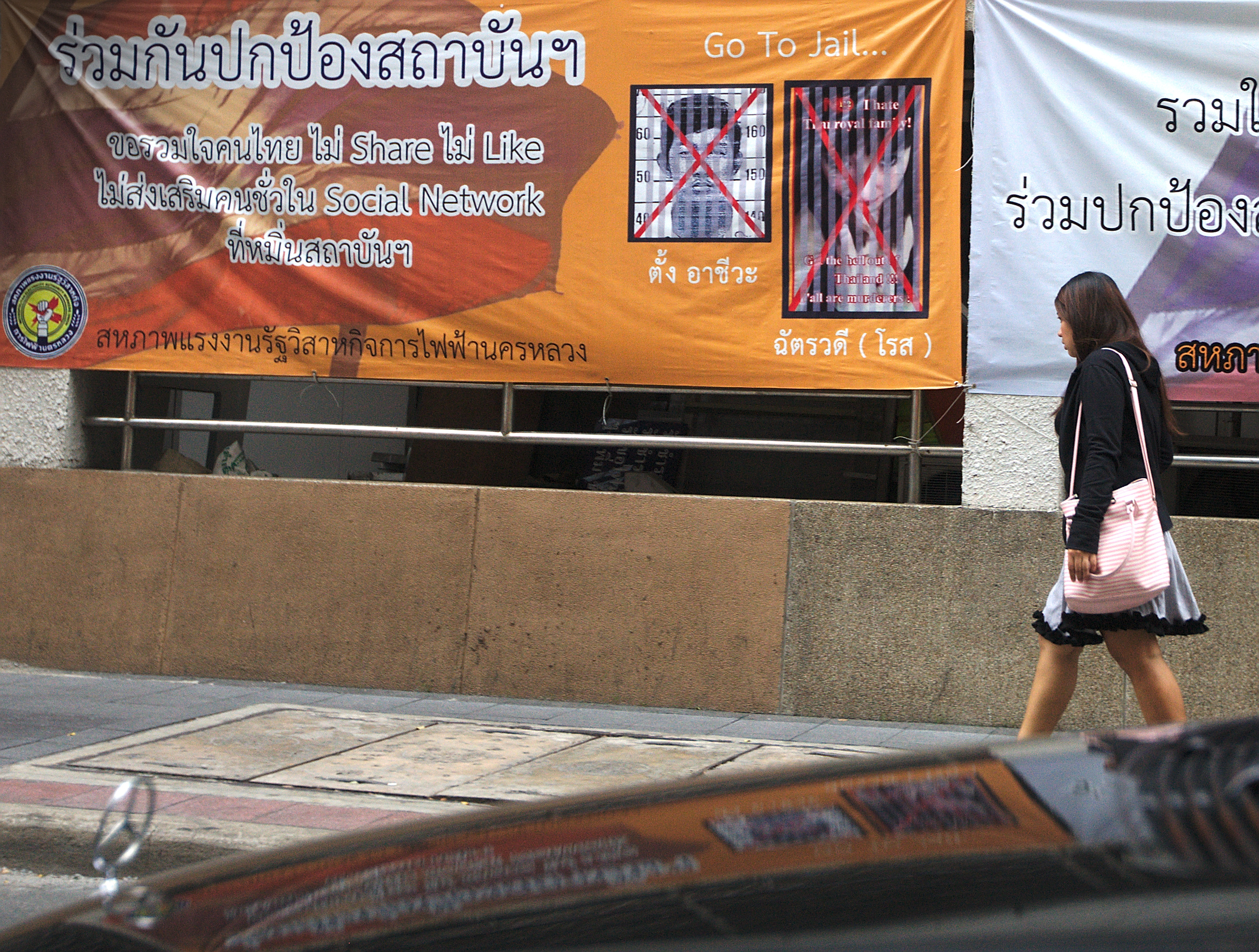
Баннер в Бангкоке 30 июня 2014 года, информирует население Таиланда, что деятельность в социальных сетях может привести к тюремному заключению.